# Indalecio Gómez
Indalecio Gómez (Molinos, provincia de Salta, 14 de septiembre de 1850 - Buenos Aires, 17 de agosto de 1920) fue un jurista y político católico argentino, que ejerció como Ministro del Interior del presidente Roque Sáenz Peña. Fue  coautor y defensor de la Ley Sáenz Peña, que logró imponer en su país el voto universal, secreto y obligatorio.

## Inicios de su carrera
Hijo de Indalecio Gómez y Ríos, salteño, y Felicidad González del Toro, chilena, nació en la finca que fuera del último gobernador realista del Virreinato del Río de la Plata, Nicolás Severo de Isasmendi. En 1862, el niño presenció el asesinato de su padre, una de las pocas víctimas salteñas de la guerra civil que siguió a la batalla de Pavón.
Cursó sus estudios en la Escuela de la Patria, fundada por Mariano Cabezón. Inició la escuela secundaria en un establecimiento privado, terminándola en Sucre, Bolivia. Allí comenzó la carrera eclesiástica, siendo alumno de Fray Mamerto Esquiú, el famoso orador de la Constitución. Si bien posteriormente abandonó los estudios eclesiásticos, fue un católico durante toda su vida.
En 1870 viajó a Buenos Aires, donde estudió Derecho en la Universidad, graduándose en jurisprudencia en 1876.
De regreso a Salta, ingresó en la legislatura y fue docente en el Colegio Nacional. También se unió a una sociedad, con la que se dedicó al comercio de ganado con el puerto de Cobija —entonces el único puerto Boliviano del Océano Pacífico— para el abastecimiento del ejército del Perú.
Posteriormente fue nombrado cónsul del gobierno argentino en el puerto peruano de Iquique, y fue testigo presencial de la Guerra del Pacífico. Apoyó públicamente la posición peruana en la misma y, en este carácter, conoció a un voluntario argentino en esa guerra, el joven abogado porteño Roque Sáenz Peña. Cuando éste fue tomado prisionero por las fuerzas chilenas, intercedió por él, logrando meses más tarde su libertad. También asesoró al enviado del gobierno argentino en Lima, que medió en la finalización de la guerra.
En 1883 contrajo matrimonio con Carmen Rosa de Tezanos Pinto, jujeña —hermana de la esposa de Uriburu, Leonor— y cuya familia estaba exiliada en Perú.
Poco después fue elegido senador provincial por el departamento San Carlos.

## Diputado y ministro plenipotenciario
Muy vinculado con la aristocracia local, en 1886 fue elegido Diputado Nacional por Salta.
En el Congreso Nacional participó activamente de los debates de 1893, sobre el protocolo adicional al Tratado de Límites con Chile, del año 1881. 
El surgimiento del movimiento social cristiano, iniciado con la encíclica Rerum Novarum, del año 1891, lo contó entre sus principales impulsores. Junto a José Manuel Estrada, Pedro Goyena y Emilio Lamarca, fundó la  Unión Católica, cuya acción política enfrentaba al dominante anticlericalismo gubernamental.
De 1892 a 1900 fue nuevamente elegido Diputado Nacional por Salta.
En 1902 se opuso en público a los “Pactos de Mayo”, tratados adicionales de paz con Chile, que se destacaron especialmente por la falta de simetría entre las condiciones aceptadas por uno y otro país. En un acto opositor, reunido en el Teatro Victoria de la capital, su discurso se constituyó en la voz de la oposición. El expresidente Carlos Pellegrini, testigo del mismo, contradijo las afirmaciones de Gómez, iniciando un largo y áspero debate en los periódicos. Se convirtió, así, en el principal impugnador de la política exterior del gobierno de Julio Argentino Roca, líder máximo del partido gobernante.
El presidente Manuel Quintana, sucesor de Roca, lo nombró el 19 de julio de 1905 ministro plenipotenciario y enviado extraordinario ante las potencias de Europa central y oriental: Rusia, Alemania y el Imperio austrohúngaro. En cumplimiento de su misión, conoció al Káiser Guillermo II, al rey Leopoldo de Bélgica, al Zar y al Papa. Mantuvo una nutrida correspondencia con su amigo Roque Sáenz Peña, embajador en Italia.

## Ministerio del Interior y reforma electoral

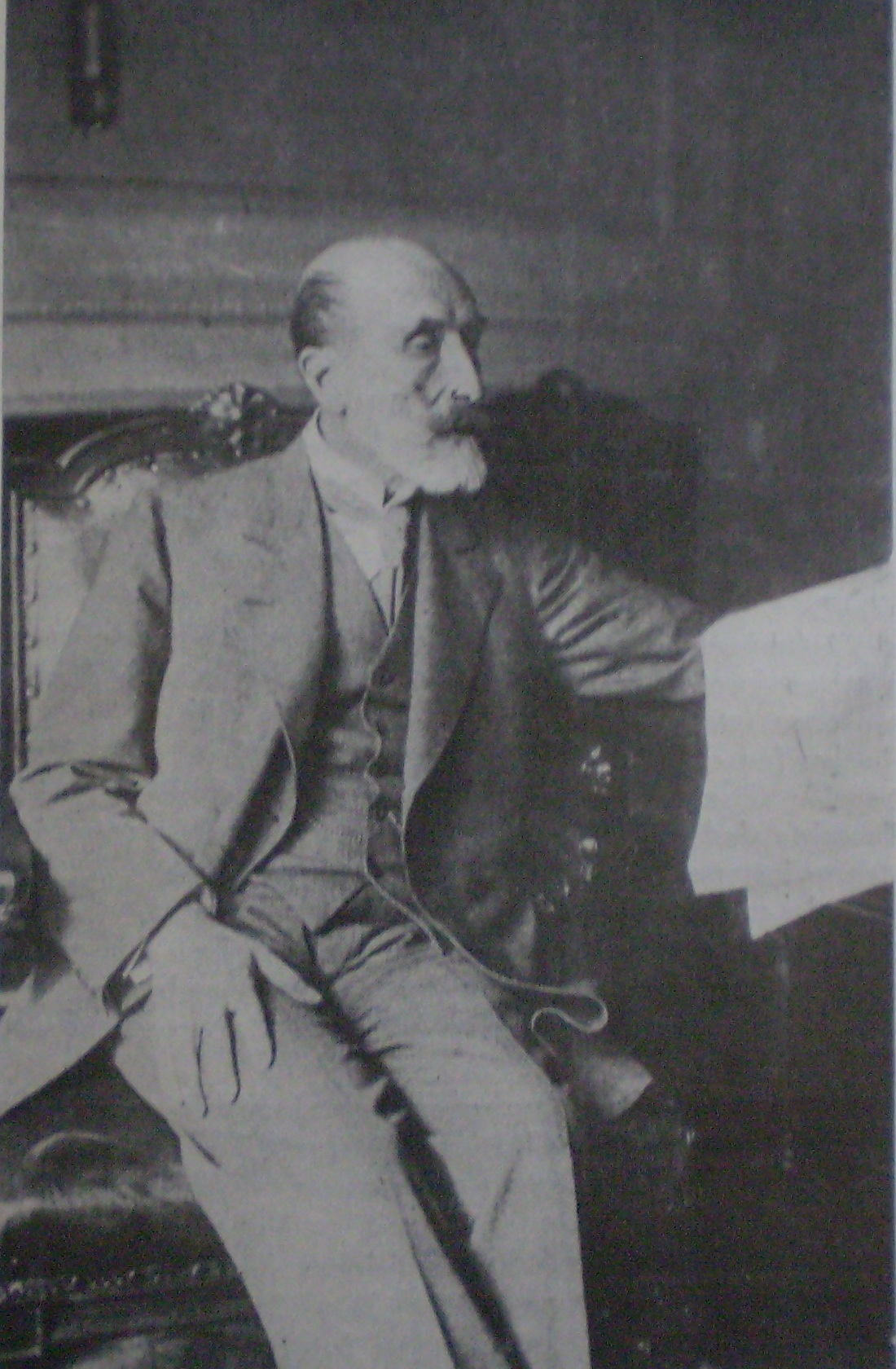
Indalecio Gómez.

Al asumir la presidencia de la Nación el doctor Roque Sáenz Peña, el 12 de octubre de 1910, nombró como Ministro del Interior a su amigo Indalecio Gómez. Su único y gran objetivo es la reforma electoral, a la que gustaba llamar "revolución por los comicios".
La situación política parecía obligar a algún tipo de reforma: los gobiernos elegidos hasta entonces – incluida la propia presidencia de Sáenz Peña – estaban completamente viciados en su origen: cada gobierno era resultado de la acción del gobierno anterior para favorecerlo, a través de un fraude electoral sin medida, que incluía violencia sobre los opositores, trampas en la conformación de los padrones electorales y falsificación de los votos “cantados” en mesas electorales conformadas al gusto del gobierno. Los gobiernos provinciales, por su parte, eran meras ramificaciones del partido gubernamental.
Durante el último sexenio había ocurrido una serie de cambios trascendentales, que no habían modificado la situación de fondo: una ley electoral de 1904 había introducido el sistema de circunscripciones uninominales, que había permitido la llegada del primer diputado por el Partido Socialista. Ese mismo año, la introducción del servicio militar obligatorio permitió establecer un padrón electoral sin fallas de confección, además de otorgar a los conscriptos un documento universal.
No obstante, la base del problema estaba aún vigente: el voto "cantado”"y optativo era muy fácilmente manipulado por el gobierno. Las sucesivas revoluciones de la Unión Cívica Radical – partido que daba muestras de un gran poder de movilización, pero que se mantenía en la abstención y se negaba a presentar listas de candidatos – no se habían detenido por estas demasiado limitadas modificaciones del sistema electoral.
De modo que el presidente envió al Congreso el proyecto de ley de "voto universal, secreto y obligatorio". Universal, en cuanto a que nadie podía ser privado del derecho a votar —ningún hombre, en realidad, porque el voto femenino no estaba contemplado. Secreto, porque se emitían votos por listas impresas en boletas, eligiendo y ensobrando el voto en un “cuarto oscuro”, aislado de la vista de testigos, antes de depositarlo en una urna. Y Obligatorio, porque se establecía la obligación de todo ciudadano de concurrir a las elecciones de autoridades nacionales.

## El debate
El debate de la ley electoral fue sumamente largo y complicado. Quienes se beneficiaban del sistema vigente apelaron a toda clase de argumentos para conservar sus privilegios. Se llegó a decir que los votos comprados – pagados por sicarios del gobierno para votar los candidatos del mismo – eran “los más libres de todos”, ya que se regían por la oferta y la demanda. Se adujo también la ignorancia de la población, se argumentó que el pueblo no tenía interés en votar. Esta última expresión llevó al presidente a pronunciar su frase más conocida: 

"¡Quiera el pueblo votar!"

El principal defensor de la postura del gobierno en toda la discusión fue el ministro, que presenció prácticamente todas las sesiones del debate en ambas cámaras, y defendió el proyecto a lo largo de muchas jornadas en pleno recinto, trenzándose en acaloradas discusiones con los diputados y senadores.
Durante las discusiones refutó los argumentos de los diputados y senadores opositores: 

"“La fuerza de la espada cede paso al imperio de la ley. A medida que se afianza la estructura del Estado toma conciencia de sí misma la vida republicana… Pasó el tiempo de los Alejandros (...) La política no es la violencia; la política no es el arrebato… La fuerza de la espada cede paso al imperio de la ley. A medida que se afianza la estructura del Estado toma conciencia de sí misma la vida republicana. (…) Las revoluciones no aseguran la libertad. La libertad no es planta que se arraiga súbitamente, ni por la violencia, sino por el ejercicio enérgico pero tranquilo de la actividad del ciudadano, con sujeción a la ley… La renovación de la autoridad es asunto de comicios, no de campamentos; donde la transmisión del poder se hace por la fuerza de las armas, en ese país no se ve el imperio de la Constitución."

De esta manera, intentaba tranquilizar al partido gobernante, cuyo máximo temor era ser desplazado del poder por medio de una revolución, como había intentado la Unión Cívica Radical. Mucho más directamente golpeaba la postura radical con frases como la que parafraseaba a Domingo Faustino Sarmiento:

"El mal que nos aqueja es la abstención."

Cuando se le propuso organizar un “voto calificado”, contestó:

"¡Pero, señores, si los abstenidos son precisamente los calificados! ¡Querer remediar la abstención de los calificados por la calificación, es calificar la abstención, pero no sacar a los abstenidos de su retraimiento! "

Finalmente, los principales jefes de la oposición, que pertenecían al mismo partido que el presidente y su ministro, finalmente pusieron en claro que temían perder las elecciones. A eso respondió Gómez:

"Pero se me dirá: ese camino ¿es seguro? Tomar un rumbo del porvenir es siempre difícil e incierto. Nadie tiene la presciencia. Es siempre una opción entre dificultades. En el fondo, el voto es una prestación que debe el ciudadano al Estado para los fines de constituir el Gobierno."

La "Ley Sáenz Peña" fue finalmente aprobada por ambas cámaras y promulgada el 13 de febrero de 1912 con el número 8.871.

## Últimos años
En 1914 fue uno de los fundadores del Partido Demócrata Progresista. El triunfo en la discusión llevó al máximo el prestigio de Gómez entre los amigos del presidente. Se llegó a hablar de una fórmula presidencial Indalecio Gómez – Ramón J. Cárcano.
Pero la lucha había sido agotadora, y Gómez estaba moralmente cansado. Había sido atacado en sus argumentos, en su prestigio y hasta personalmente. Renunció a la candidatura y al ministerio, anunciando que tampoco podía haber ninguna otra candidatura oficial: 

"Las entrañas de este gobierno, han quedado estériles, absolutamente, para concebir una candidatura oficial… En cuanto a mí, de esos ataques no me queda ni una lastimadura, ni una contusión; apenas, si el recuerdo."

Se retiró a Salta, desde donde escribió a los que habían sido amigos de Sáenz Peña —fallecido en 1914— aconsejándoles sobre lo que él pensaba que debía ser la actitud del conservadurismo ante las próximas elecciones. Participó en la transformación de la provinciana Liga del Sur en un partido liberal moderno, el Partido Demócrata Progresista, que llevaría de candidato a presidente a Lisandro de la Torre.
En definitiva, las elecciones serían ganadas por el candidato de la Unión Cívica Radical, Hipólito Yrigoyen, iniciándose así —gracias a la Ley Sáenz Peña— un cambio político de un alcance mucho mayor al que habían imaginado sus defensores y detractores. Gómez criticó el gobierno de Yrigoyen por su ineficiencia administrativa y lo que él consideraba su populismo. Regresó a la capital durante la presidencia de Yrigoyen, para intentar aumentar el caudal electoral de su partido.
Falleció en Buenos Aires en agosto de 1920.
La casa donde nació y vivió en Molinos hoy es museo.